# Бенаг
Бена́г (фр. Benagues, окс. Benagas) — коммуна во Франции, находится в регионе Окситания. Департамент коммуны — Арьеж. Входит в состав кантона Западный Памье. Округ коммуны — Памье.
Код INSEE коммуны — 09050.

## Население
Население коммуны на 2008 год составляло 467 человек.
| 1962 | 1968 | 1975 | 1982 | 1990 | 1999 | 2008 |
| ---- | ---- | ---- | ---- | ---- | ---- | ---- |
| 138  | 143  | 166  | 176  | 285  | 329  | 467  |

## Экономика
В 2007 году среди 332 человек в трудоспособном возрасте (15—64 лет) 187 были экономически активными, 145 — неактивными (показатель активности — 56,3 %, в 1999 году было 56,4 %). Из 187 активных работали 174 человека (94 мужчины и 80 женщин), безработных было 13 (6 мужчин и 7 женщин). Среди 145 неактивных 18 человек были учениками или студентами, 23 — пенсионерами, 104 были неактивными по другим причинам.